# HAPPY (大原櫻子のアルバム)
『HAPPY』（ハッピー）は、日本の歌手・大原櫻子が2015年3月25日にVictor Entertainmentから発売した1枚目のオリジナルアルバムである。

## 概要
通常 HAPPY盤(通常盤)、初回限定 SPECIAL HAPPY盤(DVD付属)、完全生産限定 SUPER HAPPY盤(特典付属)の3形態で発売された。
初動3.3万を売り上げ、オリコン週間チャートで2位を獲得。10代のソロアーティストでTOP3に入ったのは、家入レオの「LEO」以来2年5か月ぶり。

## 収録曲

### CD（全形態共通）
全編曲：亀田誠治
1. Over The Rainbow（4:35）
作詞：亀田誠治 / 作曲：多保孝一
  - さくらんぼテレビ開局20周年アニバーサリーソング
  - さくらんぼテレビ 「昼ドキ!TV やまがたチョイす」エンディングテーマ
2. サンキュー。（4:10）
作詞・作曲：亀田誠治
  - 1stシングル表題曲
3. 瞳（5:02）
作詞：大原櫻子、亀田誠治 / 作曲：亀田誠治
  - 2ndシングル『第93回全国高等学校サッカー選手権大会』応援歌
4. 無敵のガールフレンド（4:02）
作詞：亀田誠治 / 作曲：安岡洋一郎
  - 本人出演の『DHC薬用アクネコントロールシリーズ』CMソング
5. 明日も（4:13）
作詞・作曲：亀田誠治
  - 「MUSH&Co.」名義のシングル
  - 映画『カノジョは嘘を愛しすぎてる』劇中歌
6. 頑張ったっていいんじゃない（4:04）
作詞・作曲：亀田誠治
  - 「大原櫻子（from MUSH&Co.）」名義のシングル表題曲
  - 文化放送『ライオンミュージックサタデー』8月のエンディングテーマ
  - JVCケンウッド 「JVCヘッドホン」CMソング
7. Happy Days（4:12）
作詞・作曲：亀田誠治
8. のり巻きおにぎり（3:32）
作詞・作曲：亀田誠治
9. READY GO!（3:54）
作詞：春和文 / 作曲：野崎心平
10. ただ君のことが好きです（3:26）
作詞・作曲：O-live
11. ちっぽけな愛のうた（6:09）
作詞・作曲：亀田誠治
  - 映画『カノジョは嘘を愛しすぎてる』劇中歌
12. ワンダフル・ワールド（4:56）
作詞：jam / 作曲：野村陽一郎

### DVD
| #         | タイトル                                       | 作詞  | 作曲・編曲 | 時間  |
| --------- | ---------------------------------------------- | ----- | ---------- | ----- |
| 1.        | 「Happy Days (Music Video)」                   |       |            | 4:31  |
| 2.        | 「Happy Days -Live ver.- (Music Video)」       |       |            | 4:22  |
| 3.        | 「無敵のガールフレンド (Music Video)」         |       |            | 5:20  |
| 4.        | 「みんなで歌おう「瞳」レコーディング」         |       |            | 9:15  |
| 5.        | 「Making Movie (Music Video & Photo Session)」 |       |            | 20:56 |
| 合計時間: | 合計時間:                                      | 44:24 |            |       |

## 参加ミュージシャン
- 大原櫻子：Vocal (全曲)
- 豊田泰孝：Manipulator (全曲)
- 亀田誠治：Bass (#1,2,3,4,5,6,7,9,10,11,12)、Guitar (#12)
- 河村"カースケ"智康：Drum (#2,3,5,6,9,10,11)
- 玉田豊夢：Drum (#1,4)
- 西川進：Guitar (#1,2,3,4,5,6,7,9,10,11)
- 小倉博和：Guitar (#3,11)
- 石成正人：Guitar (#6)
- 小名川高弘：Guitar (#8)
- 皆川真人：Piano (#3,4,11)
- 金原千恵子ストリングス：Strings (#2,3,11)
- 今野均ストリングス：Strings (#1,4)
- 西村浩二：Trumpet (#7)
- 山本拓夫：Sax & Blues Harp(#7,9)

## 特典
- 全形態共通
プレミアムチケット（イベント参加券＋プレゼント応募シリアルコード）
- 初回生産限定盤 SUPER HAPPY盤

1. HAPPYギターピック
2. EPサイズ 飛び出す! HAPPY GAME
3. SAKURAKO' S HAPPY STYLING BOOK
4. 見開き型HAPPYブックレット
5. ピクチャーレーベル仕様